# 七股鹽山
23°09′19″N 120°06′19″E / 23.155276°N 120.10535°E

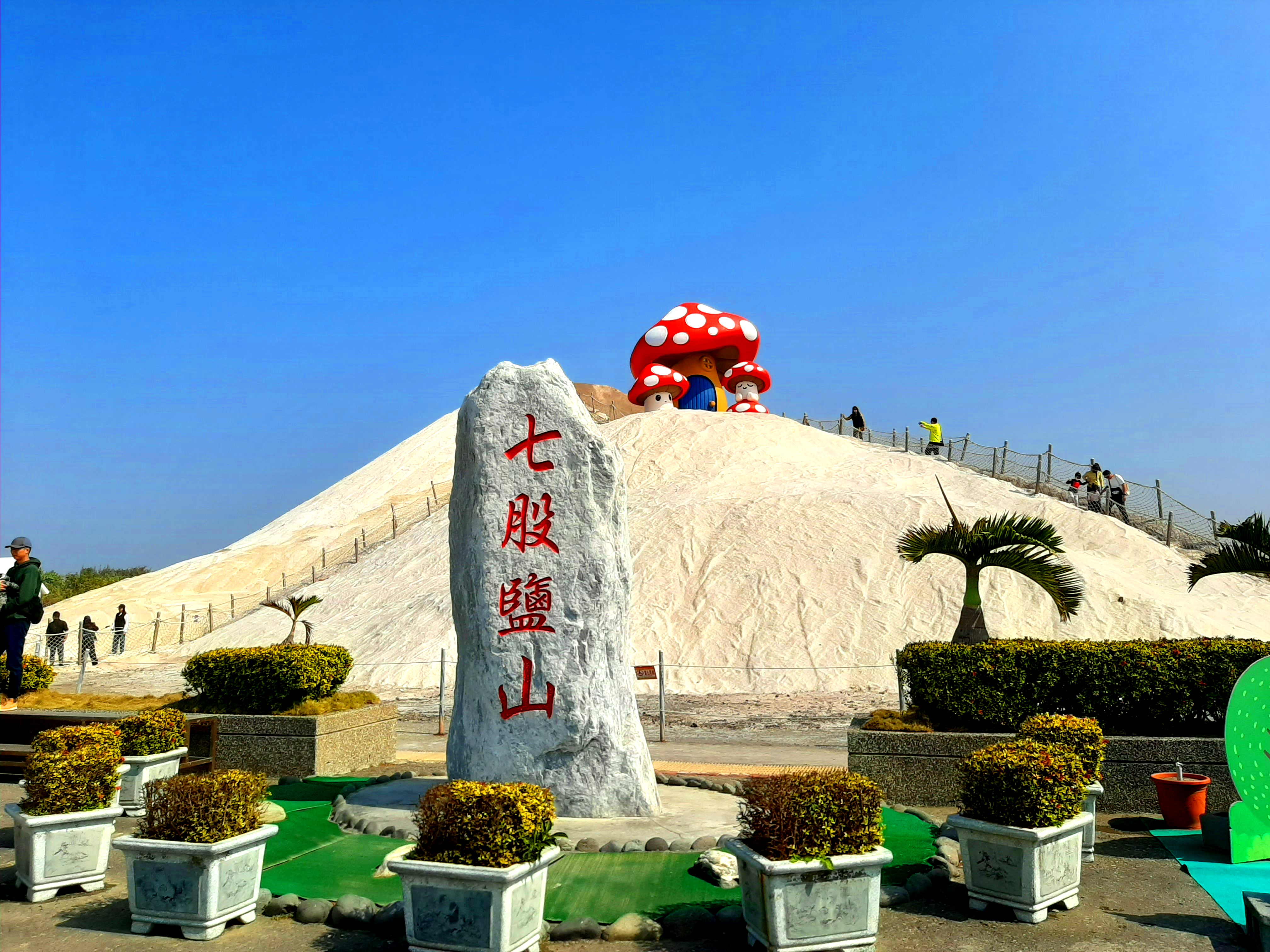
2021年的七股鹽山

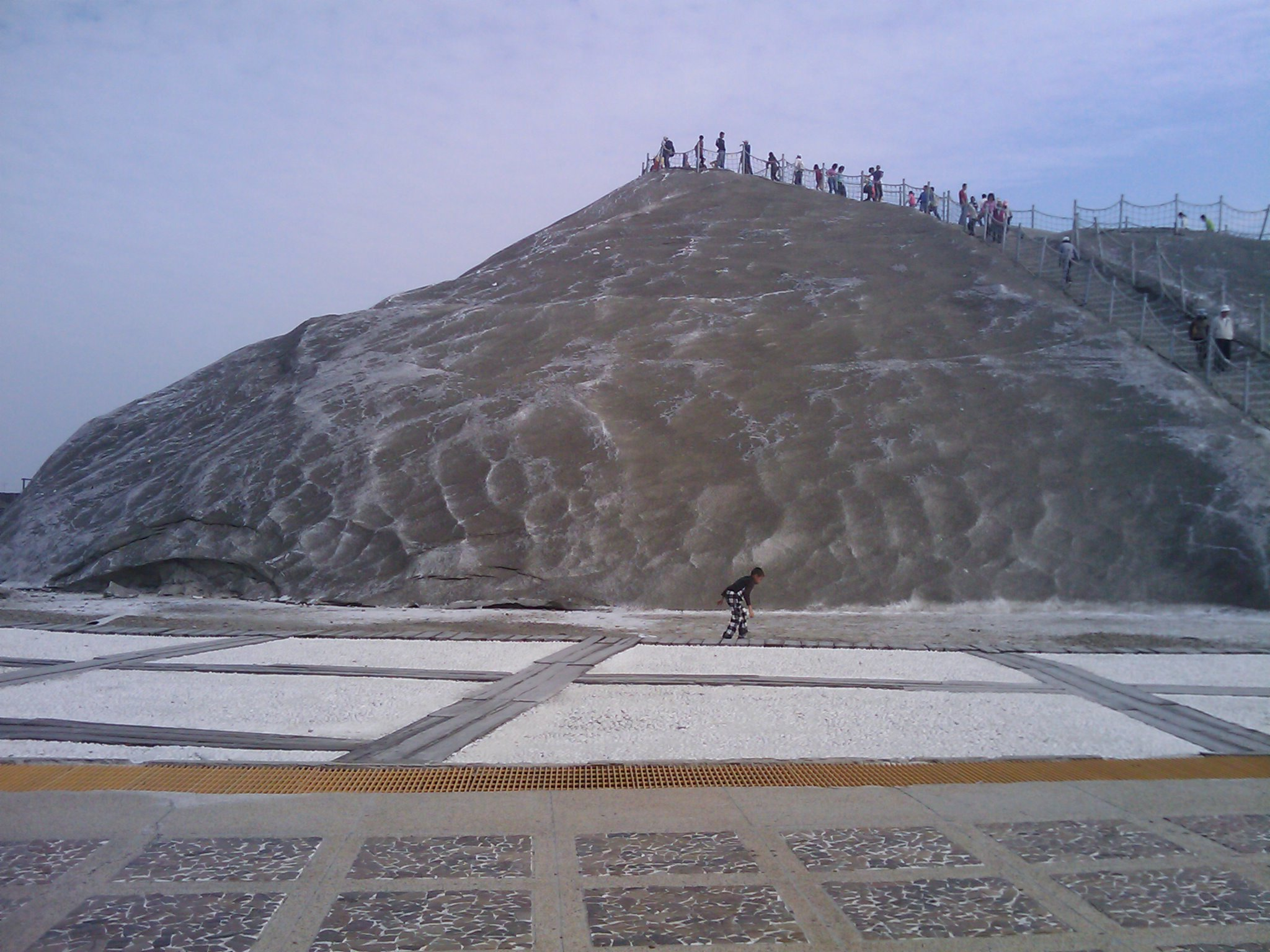
七股鹽山

七股鹽山位在台南市七股區鹽埕里，是臺灣面積最大、最晚發展的七股鹽場遺蹟之一，總面積有2,700多公頃，全盛時每年產鹽11萬噸，主要供應國內農工業用鹽，隨時代變遷，曬鹽不符經濟效益，七股鹽場遂於2002年5月廢曬，結束台灣338年曬鹽歷史，七股鹽山的休閒遊憩時代隨之開啟，轉形成為著名的鹽業觀光據點，即新南瀛八景之一「鹽田曬玉」的所在地。由於鹽山如白雪耀眼，像長年堆雪的長白山，也稱作「南台的長白山」，來臺觀光的日本人則戲稱是「台灣的富士山」。最主要的鹽山有兩座，為鹽山主峰和鹽山北峰，前者是為七股鹽場末代的曬鹽堆疊出的人造山，海拔高度為20公尺，約相當於七層樓高，堆儲之鹽約六萬噸；後者來自西澳洲，為粉碎鹽工廠的原料鹽。

## 歷史
七股的曬鹽最早是在明鄭時期1665年由鄭成功將領陳永華出任「統領勇衛」時開始教民曬鹽。在日治時期1935年分別由「台灣製鹽」、「南日本鹽業」兩株式會社逐步闢建，台灣戰後時期1971年由「台灣製鹽總廠」再加以闢建而成。全盛時期面積廣達2,700多公頃，每年產鹽110,000噸佔全臺總產量十分之六。由於鹽灘結晶池屬於土盤構造，所以成為工業用鹽的重要供應地。但是後期因生產成本偏高，無法與進口鹽競爭，台塩公司於2002年5月關閉曬鹽場，338年的曬鹽產業從此走入歷史，移轉產權為國有。
七股鹽場有三座鹽田如下：
- 台區鹽田：位於七股區鹽埕里西、北側，為「臺灣製鹽株式會社」於1935年12月投資興建，1938年4月完成，面積398甲。
- 南鹽鹽田：位於七股區中寮里、頂山里以及將軍區的口寮地區，是「南日本鹽業株式會社」於1938年6月投資興建，1942年完成，面積1691甲。
- 扇形鹽田：為臺灣戰後時期台灣唯一新開發的鹽田，唯一根據地形特性闢建的扇型鹽田，原本座落於南市將軍區青鯤鯓；七股鹽場特別縮小比例複製將軍扇形鹽田意象並設計成遊客休憩廣場，多元呈現鹽田形式，位於台區鹽田以北、將軍漁港以南，由「臺灣製鹽總廠」（後改制為臺鹽實業公司）於1971年1月投資興建，1977年6月完成，面積716公頃。

## 影視拍攝取景
- 穿牆人（2007年）
- 700歲旅程（2016年）
- 鹽田兒女*蔡素芬

## 目前規劃
目前由台鹽公司經營，利用「鹽素」規劃各類設施，園區內設傳統土、瓦盤鹽田、扇形廣場、鹽屋、鹽雕展示區、曬鹽體驗區，並設有台鹽生技的直營店，還有各項休閒娛樂設施與各式小吃攤，成為吸引許多人的觀光景點。近來也與鄰近的七股遊客中心與台灣鹽博物館利用步道串聯，也有互通鹽山及鹽博的小火車，方便遊客暢遊兩邊的景點。至於鹽山上方近年來於每年年初之時，將不同主題的大型鹽雕吉祥物放置在鹽山頂端，成為拍照打卡的熱門景觀。此外，雲嘉南濱海國家風景區於夏季推出的「一見雙雕藝術季」也利用鹽山園區做為其中一處展出地點。

## 附近景點
- 台灣鹽博物館：由皇尚集團經營（經營與販售商品與台鹽無關連）外觀仿鹽山而建，是兼具傳統意象與現代感設計的博物館建築，館內介紹各國的鹽，展場內容有：歷史文物館、動手做實驗區、新產品體驗區、世界各地曬製鹽資訊與模型展示。館外有傳統示範鹽灘，可供遊客體驗與學習。
- 黑面琵鷺保護區：位在曾文溪出海口；由於有豐富浮游生物及溫暖氣候，主棲地近300公頃的潮坪淺灘為黑面琵鷺保護區。每年10月，吸引來自朝鮮半島的黑面琵鷺來此渡冬。全世界目前黑面琵鷺總數2700多隻，而來此地過冬的就約有1700隻。
- 觀海樓：位於七股潟湖的中心，登高可遠眺潟湖全景。湖內蚵架片片，為特殊的淺海養殖景觀。
- 七股潟湖：為古台江遺址，原為台江內海因山洪爆發導致陸化形成今日之景觀。形成全台最大之潟湖。
- 紅樹林：位七股溪出海口，面積約有2公傾，有成群鳥類聚集，是賞鳥的好地方。此處的紅樹林，大多為海茄苳，欖李、紅海欖（五梨跤）、水筆仔則較少看到。
- 將軍漁港
- 方圓美術館

## 相關連結
- 七股鹽山（页面存档备份，存于）

1. ↑  臺鹽實業股份有限公司. . 七股鹽山逍遙遊.   [2021-02-04]. （原始内容存档于2020-02-23）.
2. ↑  臺南市政府觀光旅遊局. . 台南旅遊網.   [2021-02-04]. （原始内容存档于2021-05-16）.